# Pyroelektrizität

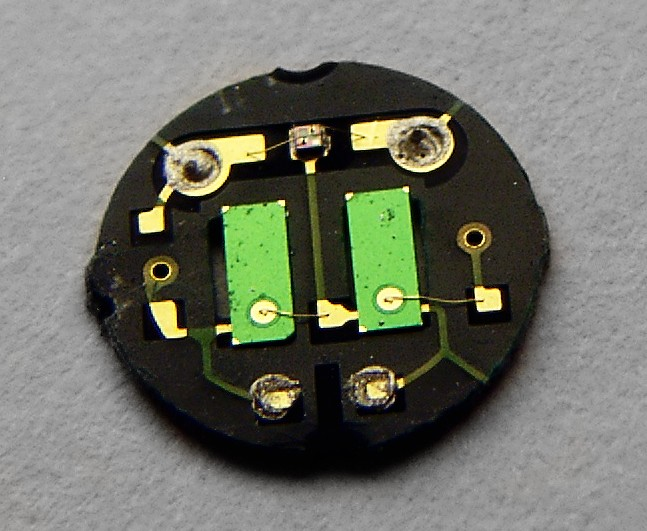
Pyrosensor für Bewegungsmelder mit zwei Pyroelementen (6,5 mm Durchmesser)

Pyroelektrizität (griech. pyrein, πυρος pyro = „brennen, ich brenne“, auch: pyroelektrischer Effekt, pyroelektrische Polarisation) ist die Eigenschaft einiger piezoelektrischer Kristalle, auf eine Temperaturänderung ΔT mit Ladungstrennung zu reagieren. Pyroelektrizität tritt nur in den folgenden zehn Kristallklassen auf: 1, m, 2, mm2, 3, 3m, 4, 4mm, 6 und 6mm.

## Ursache
Bei pyroelektrischen Kristallen handelt es sich um polare Kristalle. Das bedeutet, sie besitzen ein permanentes elektrisches Dipolmoment. Sie sind daher aus elektrisch polaren Einheitszellen aufgebaut, die jede für sich einen Dipol besitzen. Im Gegensatz zu ferroelektrischen Kristallen, bei denen sich die Richtung der Polarisation durch Anlegen einer elektrischen Spannung beeinflussen lässt, haben alle elektrischen Dipole in pyroelektrischen Kristallen die gleiche Richtung. Ein pyroelektrischer Kristall ist daher immer piezoelektrisch; wenn er verformt wird, erzeugt er also eine elektrische Spannung.
Erwärmt man einen pyroelektrischen Kristall oder kühlt ihn ab, so laden sich die gegenüberliegenden Flächen entgegengesetzt elektrisch auf, wobei man das sich beim Erwärmen positiv aufladende Ende analoger Pol, das andere antiloger Pol nennt. Die resultierende Spannungsdifferenz kann an den entsprechenden Kristallkanten (Oberflächen) mit Elektroden abgegriffen werden.
Die Polarisation ist {\displaystyle P_{\mathrm {py} }}:
{\displaystyle \Delta {\vec {P}}_{\mathrm {py} }={\vec {p}}\cdot \Delta T}
wobei
- {\displaystyle p} die pyroelektrische Konstante
- {\displaystyle \Delta T} die Temperaturdifferenz ist.

Die vorhandenen Oberflächenladungen werden allerdings durch aus der Umgebung aufgenommene Ladungsträger, z. B. durch freie Elektronen, kompensiert. (Scheinbare) Oberflächenladungen treten daher nur bei einer (zeitlichen) Änderung der Temperatur auf. Bei einem thermoelektrischen Material führt im Gegensatz dazu ein (räumlicher) Temperaturunterschied zwischen zwei Seiten eines Werkstücks zu einer konstanten Spannung.
Die Temperaturänderung eines pyroelektrischen Kristalls verursacht eine Änderung des Abstands der Gitterionen. Das bewirkt einerseits eine Längenänderung (Wärmeausdehnung) in der Kristallachse, deren Richtung mit der Richtung der Polarisation übereinstimmt; gemäß der Piezoelektrizität entsteht dadurch eine Aufladung. Andererseits ändert sich die permanente Polarisation mit der Temperatur. Beide Wirkungen sind gleichsinnig und führen zu einer Aufladung des Kristalls von außen.
Der pyroelektrische Effekt wurde zuerst beim Turmalin festgestellt. Die Umkehrung dieses Effekts ist der elektrokalorische Effekt, d. h. die Erzeugung von Wärme (Kälte) beim Anlegen (Zusammenbrechen) eines elektrischen Feldes.
Zwei Formen des pyroelektrischen Effekts werden unterschieden:
1. Echter pyroelektrischer Effekt (wahrer pyroelektrischer Effekt): Basiert auf einem Gitterumbau bei Temperaturänderung; Kennzeichnung durch den Koeffizienten {\displaystyle p'}.
2. Falscher pyroelektrischer Effekt (Pseudopyroeffekt): Hier ändert der Kristall abhängig von der Temperatur sein Volumen und damit das Ladung-Volumen-Verhältnis; Kennzeichnung durch den Koeffizienten {\displaystyle p''}.

Zusammen mit obiger Gleichung ergibt sich:
{\displaystyle \Delta P_{\mathrm {gesamt} }=(p'+p'')\cdot \Delta T}
mit
- {\displaystyle p'+p''=p}
- und häufig {\displaystyle p''>p'}.

## Beispiele
Neben dem Turmalin zeigen noch andere Materialien diesen Effekt, dazu gehören Triglycinsulfat (TGS), oft in deuterierter Form (DTGS), manchmal noch mit L-Alanin dotiert (LATGS, DLaTGS), Lithiumtantalat oder Polyvinylidenfluorid (PVDF).
Weitere pyroelektrische Werkstoffe sind:
- Minerale der Turmalingruppe
- Strontiumbariumniobat (SrBaNbO3)
- Bleititanat (PbTiO3)
- Bariumtitanat (BaTiO3) im ferroelektrischen Zustand, d. h. unterhalb der ferroelektrischen Curie-Temperatur, weil der Werkstoff spontane Polarisation aufweisen muss.
- Natriumnitrit (NaNO2)
- Lithiumniobat (LiNbO3)

Auch an Knochen und Sehnen lässt sich ein pyroelektrischer Effekt beobachten.

## Nachweis
Für einen qualitativen Nachweis wird ein Kristall kurz in flüssigen Stickstoff getaucht. Dann wird beobachtet, wie aus der Feuchtigkeit der umgebenden Luft Eis am kalten Kristall kondensiert. Wenn Ladungen an der Oberfläche verschoben worden sind, bilden sich fadenförmige Eispartikel aus, die den elektrischen Feldlinien folgen.

## Anwendung
Die Pyroelektrizität findet vor allem in der Sensorik Anwendung. So basieren Infrarot- (Bewegungsmelder, Feuermelder) und Mikrowellendetektoren, Temperaturfühler (Temperatursensor) und Kalorimeter auf diesem Effekt.
Schon sehr kleine Temperaturänderungen rufen eine elektrische Spannung hervor. Dadurch können beispielsweise passive Infrarot-Bewegungsmelder schon dann auf die Bewegung von Lebewesen reagieren, wenn diese noch etliche Meter entfernt sind.
Mit solchen pyroelektrischen Kristallen lassen sich mit einfachen Mitteln auf kleinem Raum sehr hohe Spannungen von mehreren 100 kV erzeugen. 
Eine andere Anwendung sind sehr kleine Röntgenquellen in der Größenordnung einer Streichholzschachtel, vom Feld des pyroelektrischen Kristalls werden hier Elektronen beschleunigt.
Pyroelektrische Kristalle werden ebenfalls zur sensitiven Detektion von THz-Strahlung bis in den Picowattbereich eingesetzt.